# Kepler-26 b
Kepler-26 b (KOI 250.01, KOI-250 b, KIC 9757613 b, 2MASS J18594583+4633595 b) — первая из двух экзопланет у звезды Kepler-26 в созвездии Лебедя.
Планета Kepler-26 b относится к классу очень теплых нептунов. Её максимальная масса и истинный радиус равны 38 % и 32 % юпитерианских. Она обращается очень близко к родительской звезде — на расстоянии около 0,085 а. е., совершая полный оборот вокруг светила за 12 с лишним суток. Однако грубые оценки истинной массы планеты (таймингом транзитов) говорят о том, что она тяжелее Земли всего в три раза.

## Родная звезда
Kepler-26 — звезда, которая находится в созвездии Лебедь на расстоянии около 1591 светового года от нас. Вокруг звезды обращаются, как минимум, две планеты и два неподтверждённых кандидата в планеты — Kepler-26d и Kepler-26e.
Кepler-26 представляет собой небольшую звезду 15,4 видимой звёздной величины. Она значительно легче и меньше нашего Солнца. Масса звезды равна 65 % солнечной, а радиус — 59 %.